# Vasilij Erošenko
Vasilij Erošenko (12. ledna 1890 – 23. prosince 1952) byl ruský spisovatel esperanta, nevidomý, přes svoji slepotu procestoval velkou část světa, hlavně Čínu a Japonsko. Psal japonsky a přednášel ruskou literaturu na pekingské univerzitě.
Je autorem původních děl:
- Ĝemo de unu soleca animo (Povzdech osamělé duše)
- Unu paĝo el mia lerneja vivo (Jedna stránka z mého školního života)
- Turo por falo (Věž na spadnutí)
- Malvasta kaĝo (Úzká klec)
- báseň Ciganino (Cikánka)
- povídky Lumo kaj ombro (Světlo a stín)
- La tundro ĝemas (Tundra vzdychá)

Jeho dílo patří třem literaturám: esperantské, ruské a japonské. Sloh výborný, sentimentální.